# Melanoplus fasciatus
Melanoplus fasciatus är en insektsart som först beskrevs av Walker, F. 1870.  Melanoplus fasciatus ingår i släktet Melanoplus och familjen gräshoppor. Inga underarter finns listade i Catalogue of Life.